# Ola Hassis
Ola Hassis, född 22 mars 1951, är en svensk tidigare längdskidåkare, som på klubbsidan tävlade för Orsa IF. Han vann Vasaloppet 1979. Han är bror till längdskidåkaren Bengt Hassis.

### Fotnoter
1. ↑  ”Vasaloppet”. Vasaloppet. Arkiverad från originalet den 3 december 2013. https://web.archive.org/web/20131203033229/http://www.vasaloppet.se/wps/wcm/connect/989fe080449c33e79e4cff27c64f5ec4/segrare_Vasaloppet_sv3bcd.pdf?MOD=AJPERES. Läst 30 november 2013.
2. ↑  Kjell Erik Kristiansen (23 juli 2008). ”En etapp för Bengt Hassis”. Längd. http://www.langd.se/?id=4498408. Läst 30 november 2013.